# 芝原上水
芝原上水（しばはらじょうすい）は、九頭竜川から取水する用水であり、福井県吉田郡永平寺町と福井市を流れる。芝原用水（しばはらようすい）ともいう。

## 歴史

### 上水時代

#### 芝原上水の開設

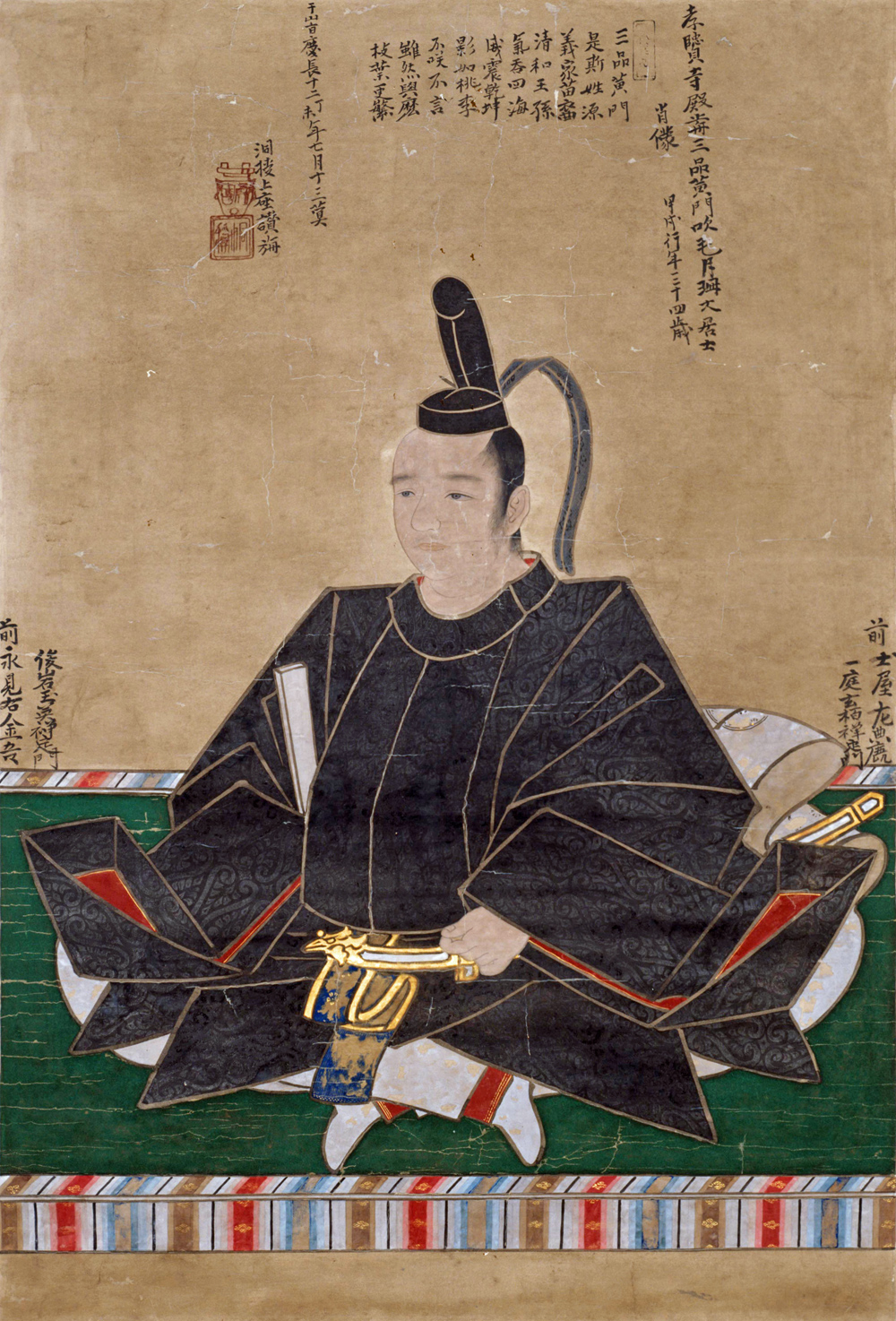
芝原上水の建設を命じたとされる結城秀康

福井城下の地下水は鉄分が多く、上水道として使用するには不向きであったため、城下の武家、町方の飲用とするために、1601年（慶長6年）国家老本多富正によって水路工事が行われた。福井藩初代となる結城秀康が北庄築城の際、本多富正に命じたと伝えられている。古くから灌漑用水として造られていた旧北庄用水を拡充して整備された。志比堺村を取水口とし、九頭竜川から城下口まで三間の川幅があった。主に福井城下に住む人々の飲料水として利用された他、約4万石の水田を養う農業用水としても使用される。重要な飲料水源、農業用水としての役割を担っていたため、水の衛生を保つための厳しい法令や規則も定められていた。

#### 上水の管理
福井城下一帯は地下水が浅いため、鉄分が多くて飲み水としては使えなかった。芝原上水が飲料用の水として重要だったため、福井藩の直轄用水として厳しく管理された。御目付の監督下に上水奉行を置き、配下の御長柄組の足軽2人に上水筋の見回りを命じた。
芝原上水の清浄な水を保つため、上水に関する法令も制定され、川筋の各所に禁制事項を記した制札が建てられた。上水に関する法令に反したものは過料銀（失脚銀）を徴収される。1849年（嘉永2年）の過料覚（松平文庫蔵「上水掛旧例考」）には1年間29件の違反が記録され、芋や小鰈を洗っただけで銀5匁、最高過料となる行為としては洗濯をして銀20匁を徴収されたという記録が残っている。
この「上水掛旧例考」は、1849年（嘉永元年）4月から、目付上水掛に就いていた浅井政昭によって編纂されたものである。これは浅井が着任する前の記録である「上水掛御用留」を抜粋し編集したものや、1846年（弘化3年）の上水奉行横山十郎兵衛による「上水奉行勤向之覚」などが収められている。また、浅井は自らが目付上水掛に着任してからの記録として「上水掛近例考」も編纂しており、浅井による詳細な記録のおかげで、藩が上水を厳重に管理していたことがうかがえる。

#### グリフィスと芝原用水
1871（明治4年）3月に、明新館に赴任したアメリカ人グリフィスは、滞在時について記した『グリフィス越前日記』の1871年（明治4年）4月15日付に芝原上水について記している。住民がつぼやなべや皿を洗う時間と着物を洗う時間はそれぞれ違う時間に決まっていたことや、子どもたちが水路の中を歩き、船を走らせ、ダムや滝を作ったりするなど水遊びを楽しんでいること、幼児が用水にはまりグリフィスが助けた経験など、一乗町あたりでの用水と住民との生活に関わっている様子がわかる。なお、一乗町あたりは末流であり、昼間は食器や衣類を洗うことが可能であった。

### 用水時代

#### 用水の管理
明治・大正期を通しても、福井市民にとって芝原用水は重要な飲料水源であったため、用水の衛生を保つ様々な施策がとられた。
廃藩置県後には、委員制で管理された。1885年(明治18年)に水利土功会が設置されたのにあわせて吉田郡の管理となった。1890年(明治23年)には「水利組合条例」に基づき、委員33名による芝原用水組合が設置された。委員は吉田郡松岡村、東藤島村、円山東村、円山西村、中藤島村、西藤島村、福井市、足羽郡東安居村の各市村から選出された。

#### 芝原上水の用排水化
1868年（明治元年）、三の丸・四の丸の堀が埋められ、その後も外堀や中堀が次第に埋められる。市街地の水路が改修が行われ、光明寺用水、四ヶ用水が開設され、芝原上水は灌漑用水としての役割を担うことになる。
1924年（大正13年）8月、福井市に上水道が敷設されたことにより、芝原上水は上水としての役割を終え、完全に用排水化する
。

### 昭和時代

#### 鳴鹿堰堤建設事業による取水口の設置
1946年（昭和21年）国営農業水利事業制度が発足、1947年（昭和22年）国営九頭竜川地区農業水利事業に採択され、九頭竜川に鉄筋コンクリートの堰を建設する鳴鹿堰堤工事がはじまった。この事業では、九頭竜川で6か所に分かれていた取水口の統合も計画された。1955年（昭和30年）3月に、坂井郡丸岡町東二ツ屋地先の九頭竜川に鳴鹿堰堤が完成した。堰堤は長さ273メートル、うち108メートルは固定堰、それ以外は可動堰。鳴鹿堰堤とあわせて、九頭竜川左右両岸には、幹線用用水路と用水取付水路が完成した。これにより、鳴鹿堰堤の右岸からは十郷用水、左岸からは芝原用水が取水されることとなった。

## 経路
吉田郡松岡志比堺村（現在の吉田郡永平寺町松岡志比堺）で九頭竜川から取水され。吉田郡東藤島村中ノ郷（現在の福井市中ノ郷町）にある通称「二タ口」で、内輪用水、外輪用水に分かれる。北を流れる外輪用水は、東藤島村堂島（現在の福井市堂島町）で五ヶ用水、九ヶ用水、掟九ヶ用水に分かれる。南を流れる内輪用水は、東藤島村、円山東村などを通り、志比口で2つに分かれる。ここを「二タ口」と呼んだ。この２つの流れのうち、南側の支流は堀を越えて八軒町（現在の大手一丁目）にあった閘門（この水門は「ドンド(呑吐)」と呼ばれ、落差が1間ほどで水音を轟かせていた）から三味線樋を通して福井城郭内に入る。この流れが侍屋敷の飲料水や泉水として利用され、柳門より再び城下へ流れ、紺屋町、一乗町の用水になり、明里用水へと流れ、灌漑に使用された。一方、二ツ口新橋からの西側の流れは松本四ツ辻で３本に分かれ、江戸町の侍屋敷、松本町、三上町の町屋敷の飲料水に利用された。志比口の分水地点「二タ口」での錠番は、1753年（宝暦3年）の記録（「上水奉行勤向之覚」）には、地蔵町伝右衛門から、松本藤屋伝兵衛と万屋八兵衛にかわったとある。また、1846年（弘化3年）の記述には、松本北横町両屋又兵衛と松本境町万屋八右衛門が務め、錠の管理は志比口の丸山屋甚左衛門が務めたとある

## 川上神社
芝原上水が城用水と定められた頃、白山の麓の美津波能売命と大野郡女神川の瀬織都姫命を勧請して、松岡渕の上に祠を建てた。1864年(慶応元年)芝原郷の人々が志比口に移転を要望し、大己貴命と伊弉册命を合祀し、川上神社となった。川上神社で、上水は城郭に入る本流と市街に流れる支流の田原用水に分かれるので、「二タ口」と呼ばれている。付近では1857年(安政4年)福井藩の製造局が洋式銃の製造を行った。ここでは後に芝原用水に水車を設置し動力を活用していた。

## ギャラリー

### 取水口（永平寺町志比堺）から川上神社（福井市志比口）

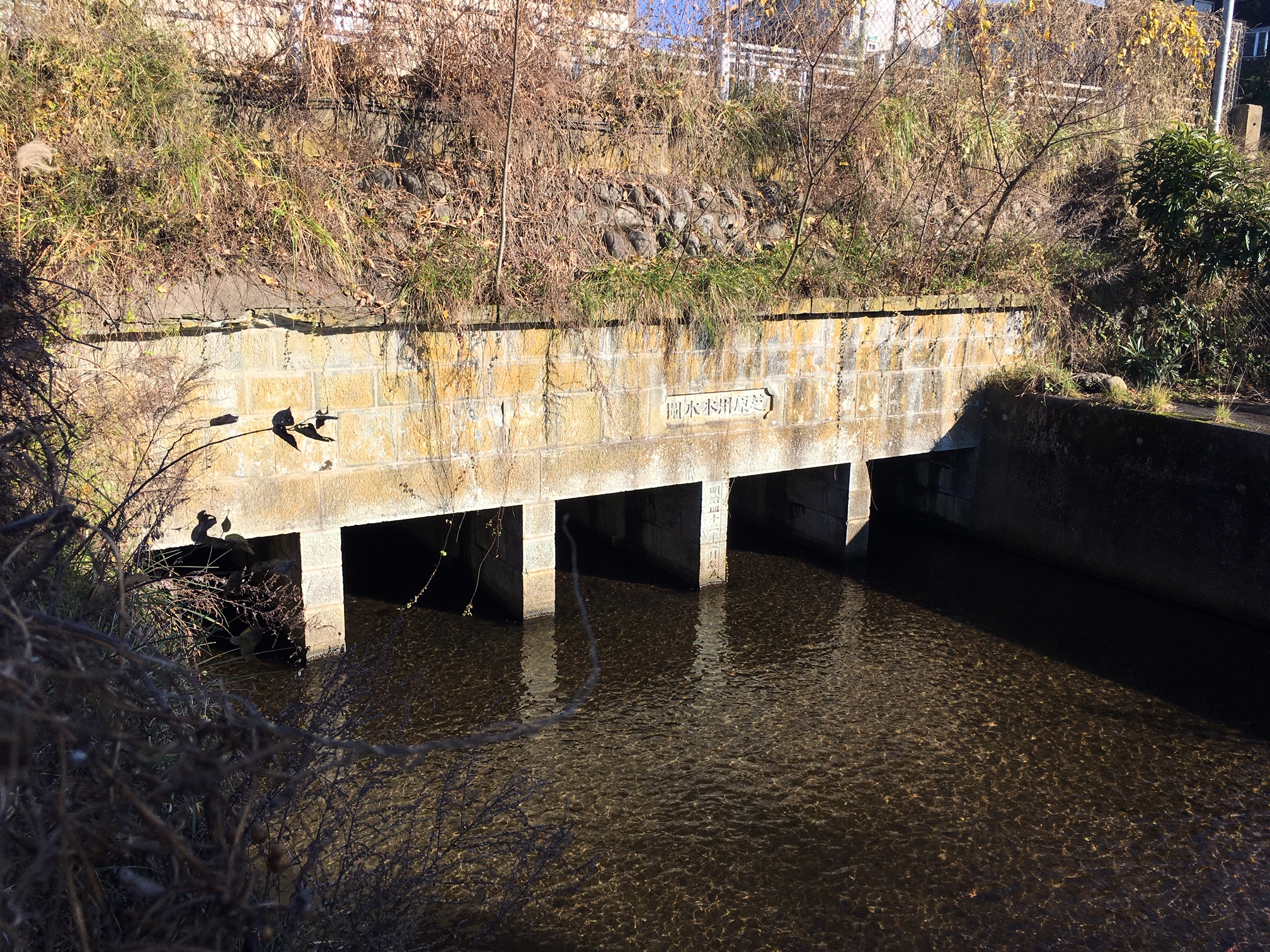
芝原上水水門（明治42年1月）（福井県永平寺町松岡薬師）
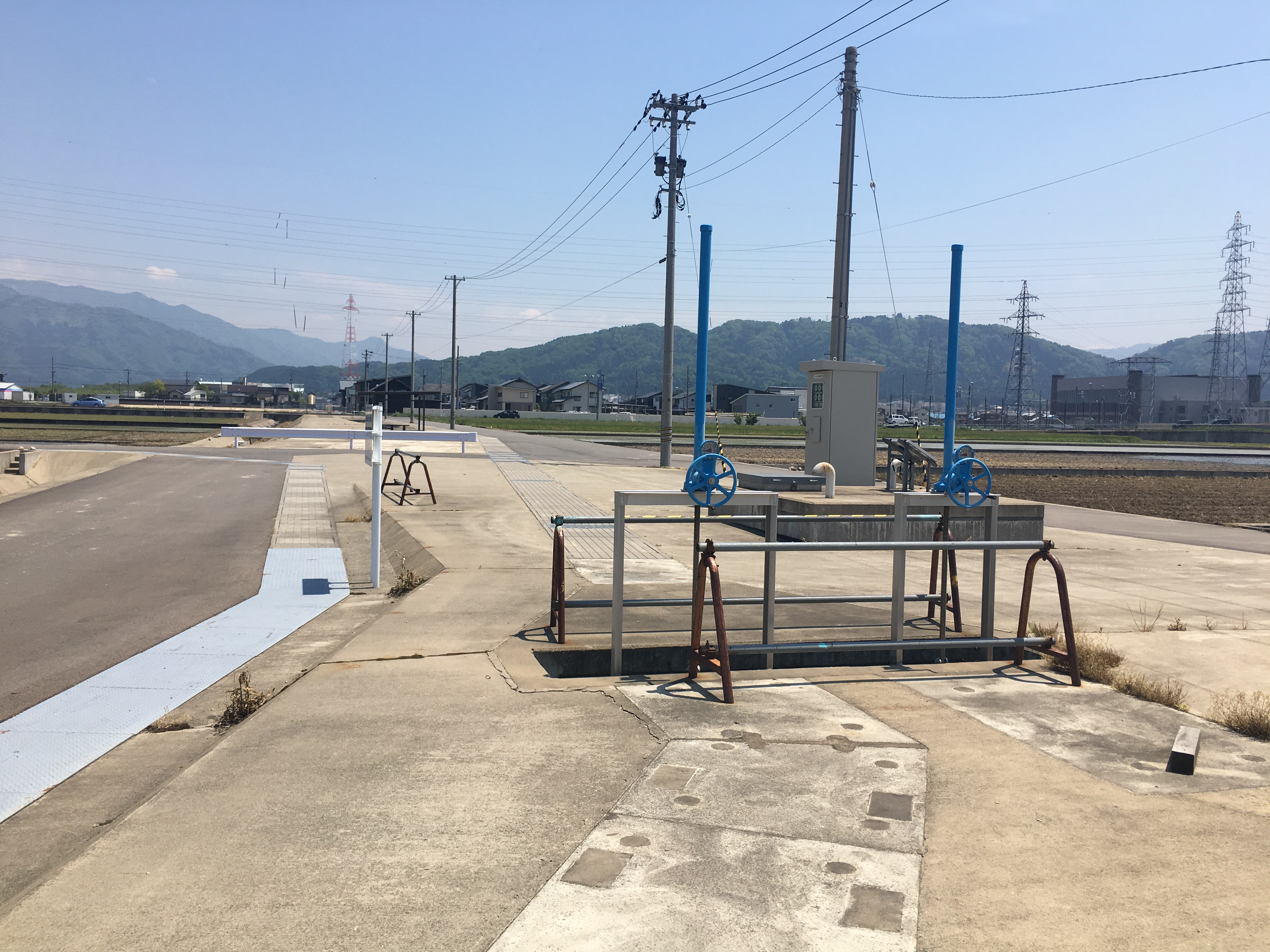
パイプライン化された芝原用水 （二タ口小水力発電所から見た上流の様子）
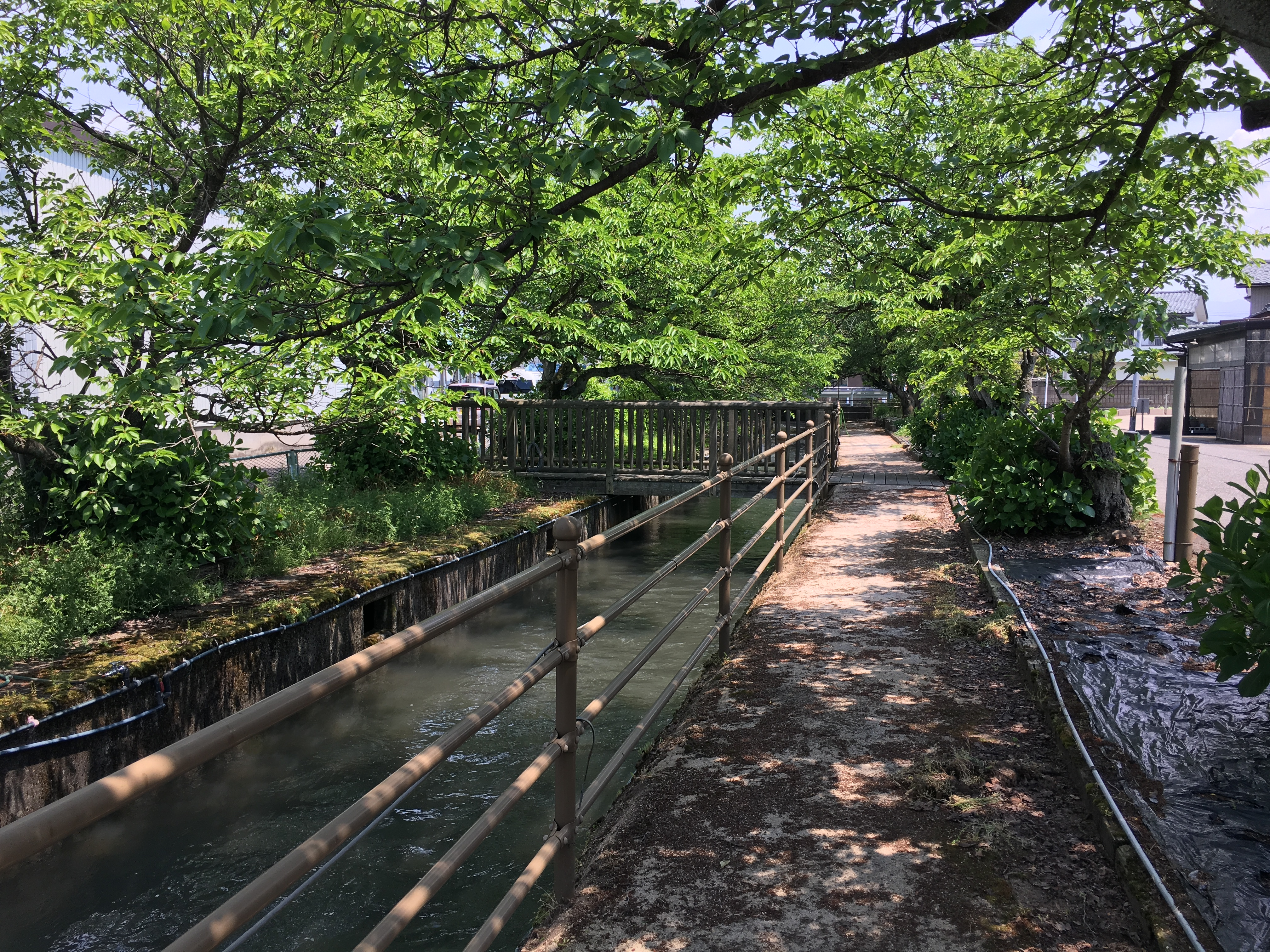
芝原用水（福井県福井市新保2丁目）
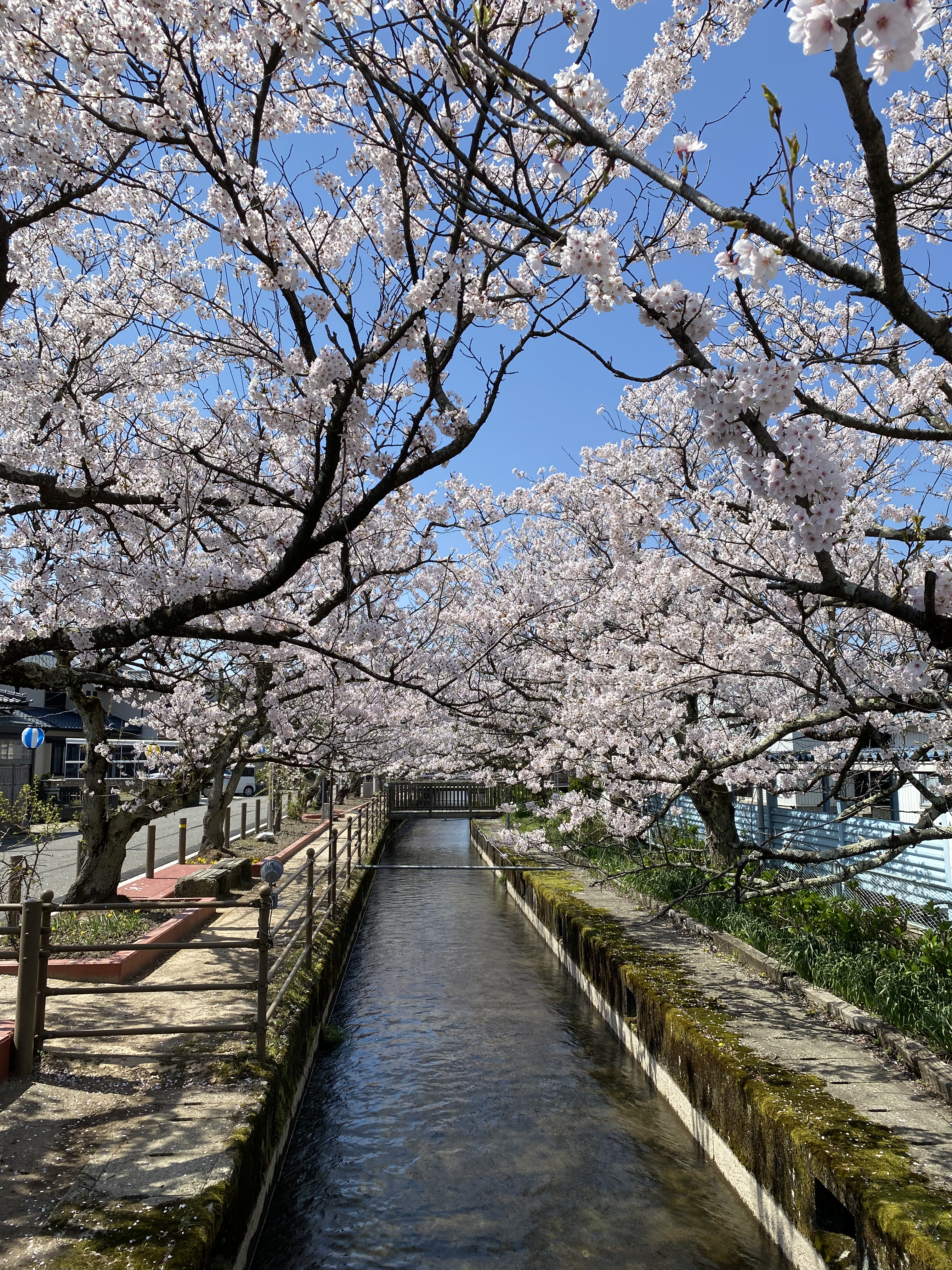
芝原用水（福井県福井市新保2丁目）(桜の頃)
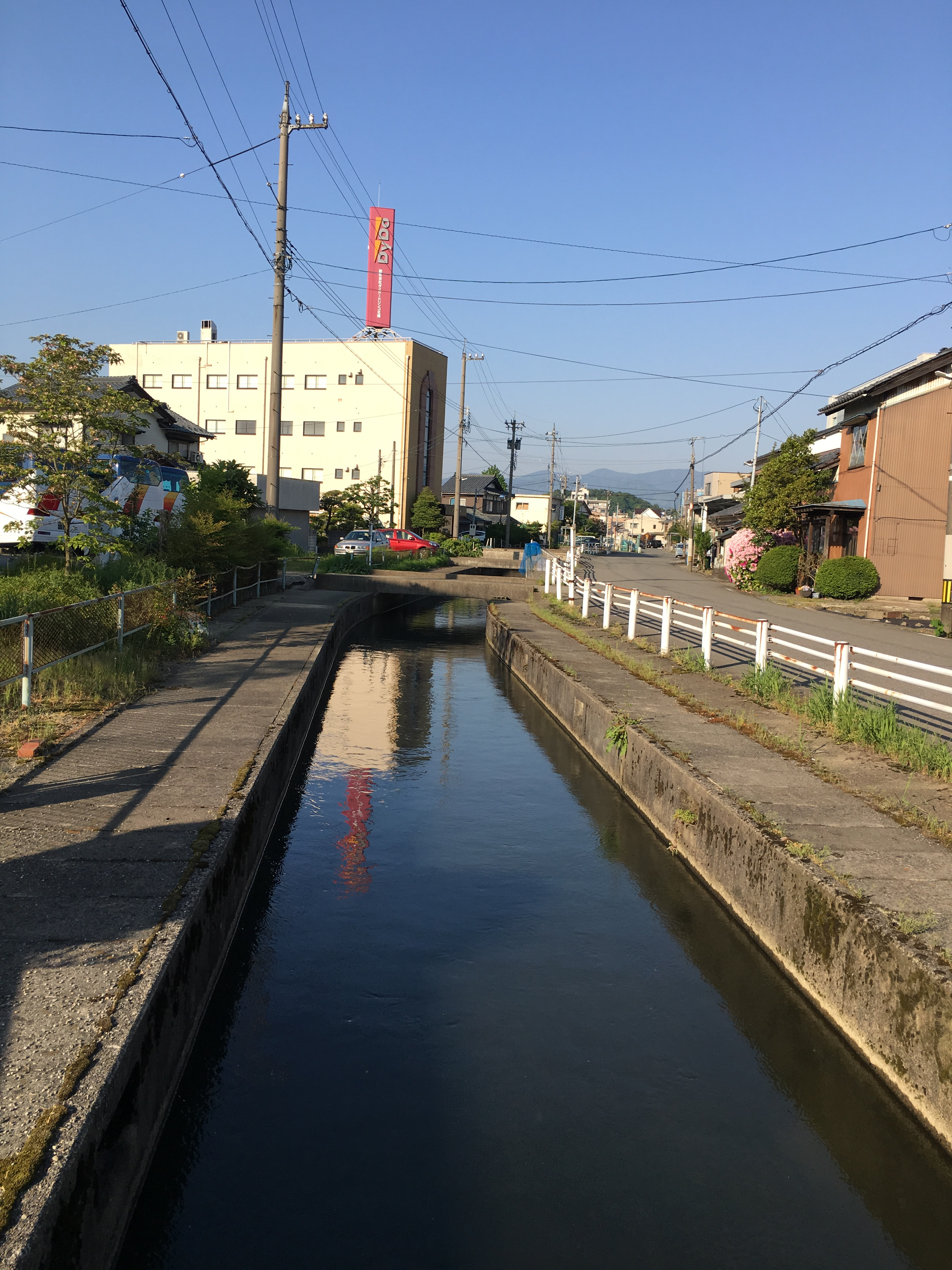
芝原用水（福井県福井市志比口2丁目)
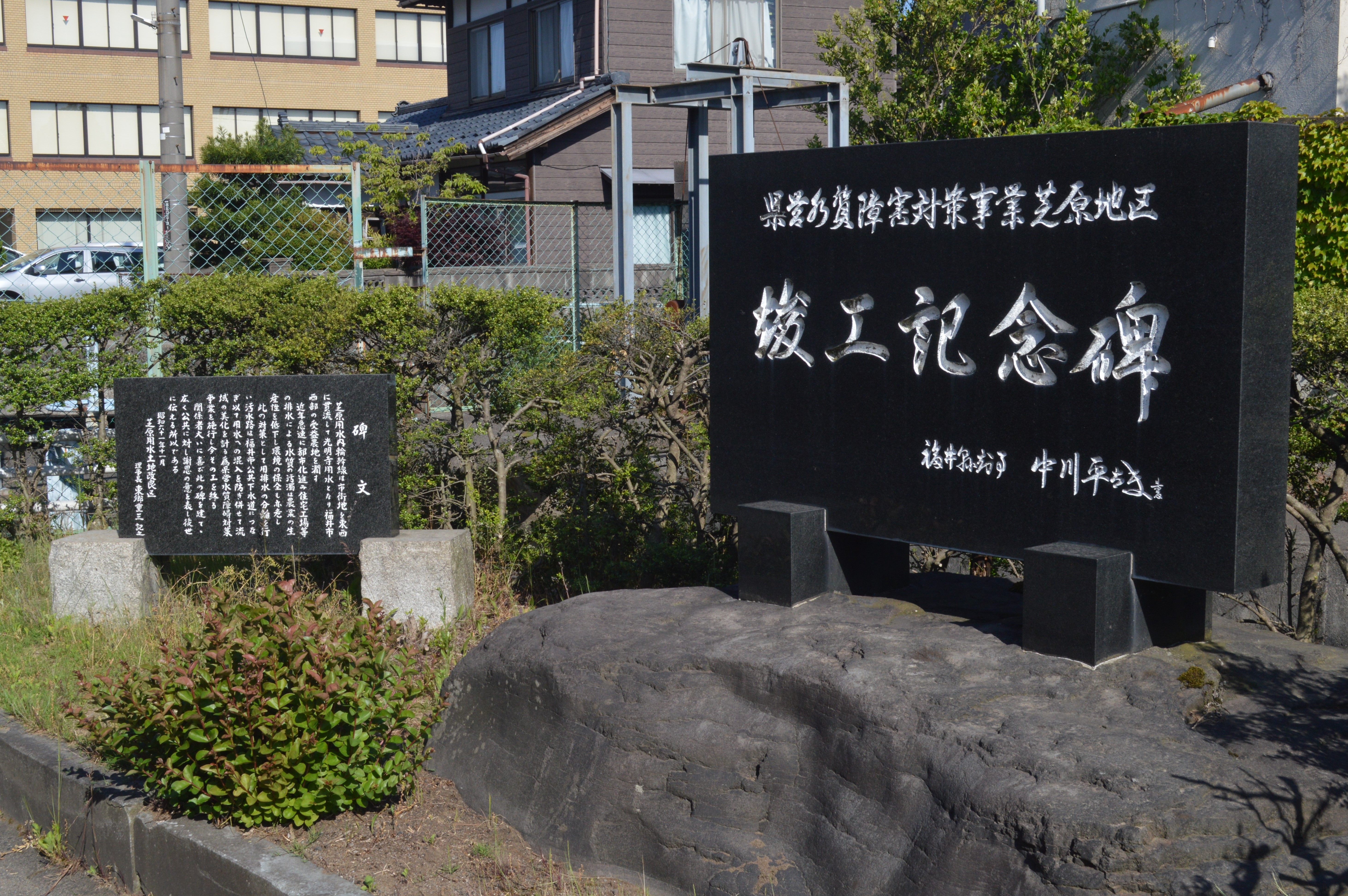
福井県福井市を流れる芝原用水（芝原上水）。障害対策事業芝原地区の竣工記念碑。
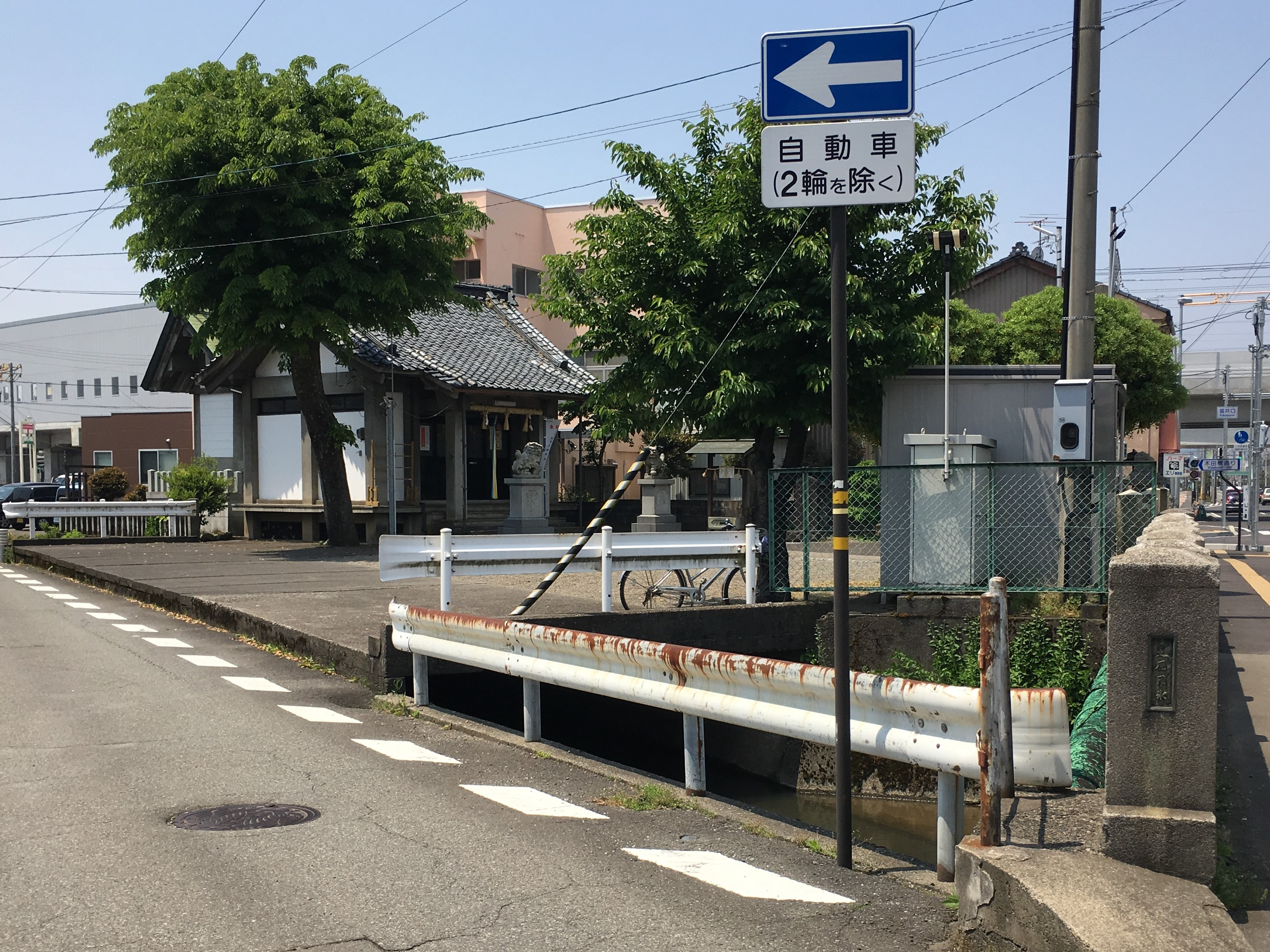
芝原用水（福井県福井市志比口1丁目 川上神社横）（福井市、北緯36度4分15.31秒 東経136度14分2.7秒 / 北緯36.0709194度 東経136.234083度）
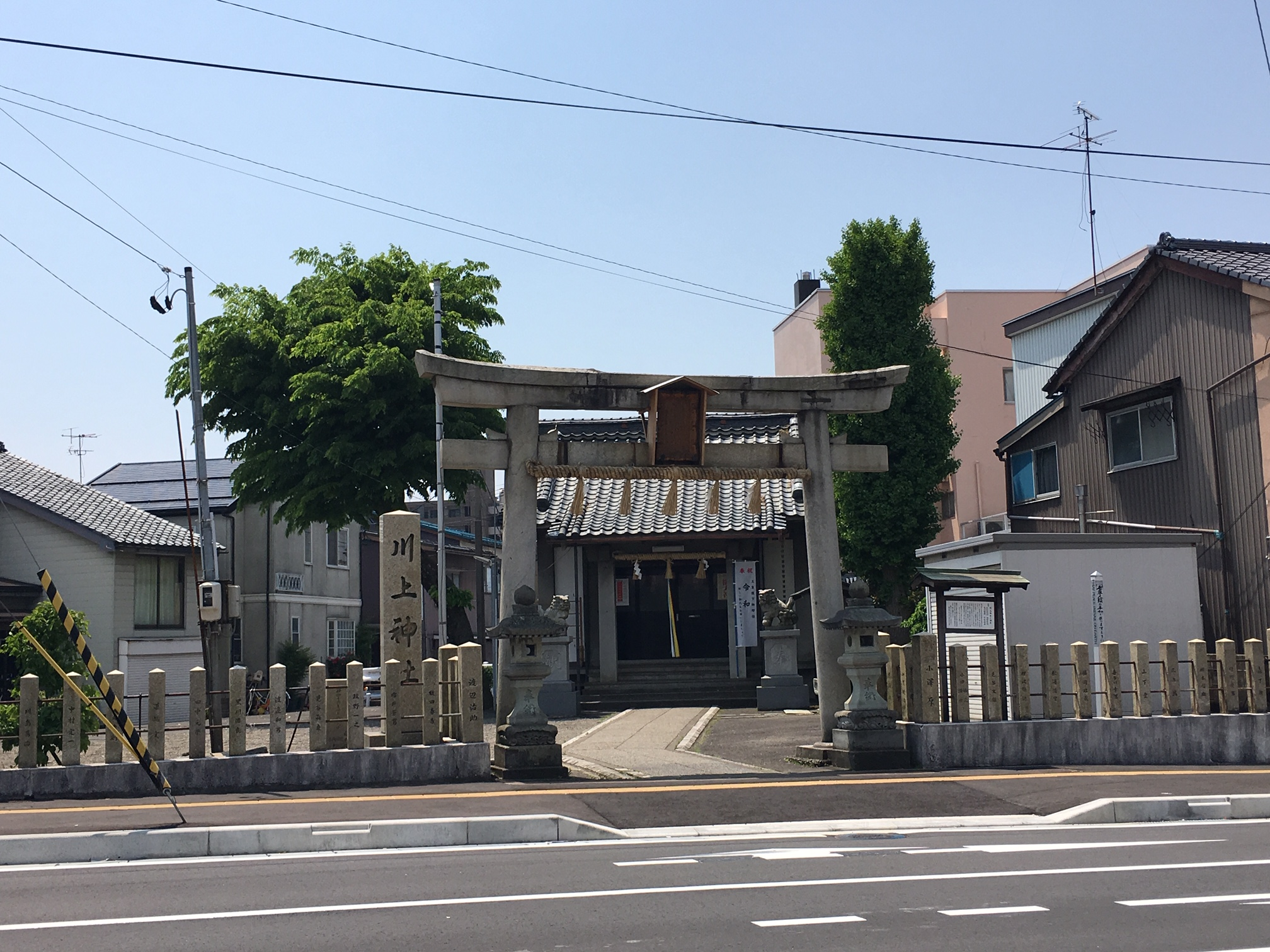
川上神社（福井県福井市志比口1丁目）（福井市、北緯36度4分15.32秒 東経136度14分1.92秒 / 北緯36.0709222度 東経136.2338667度）
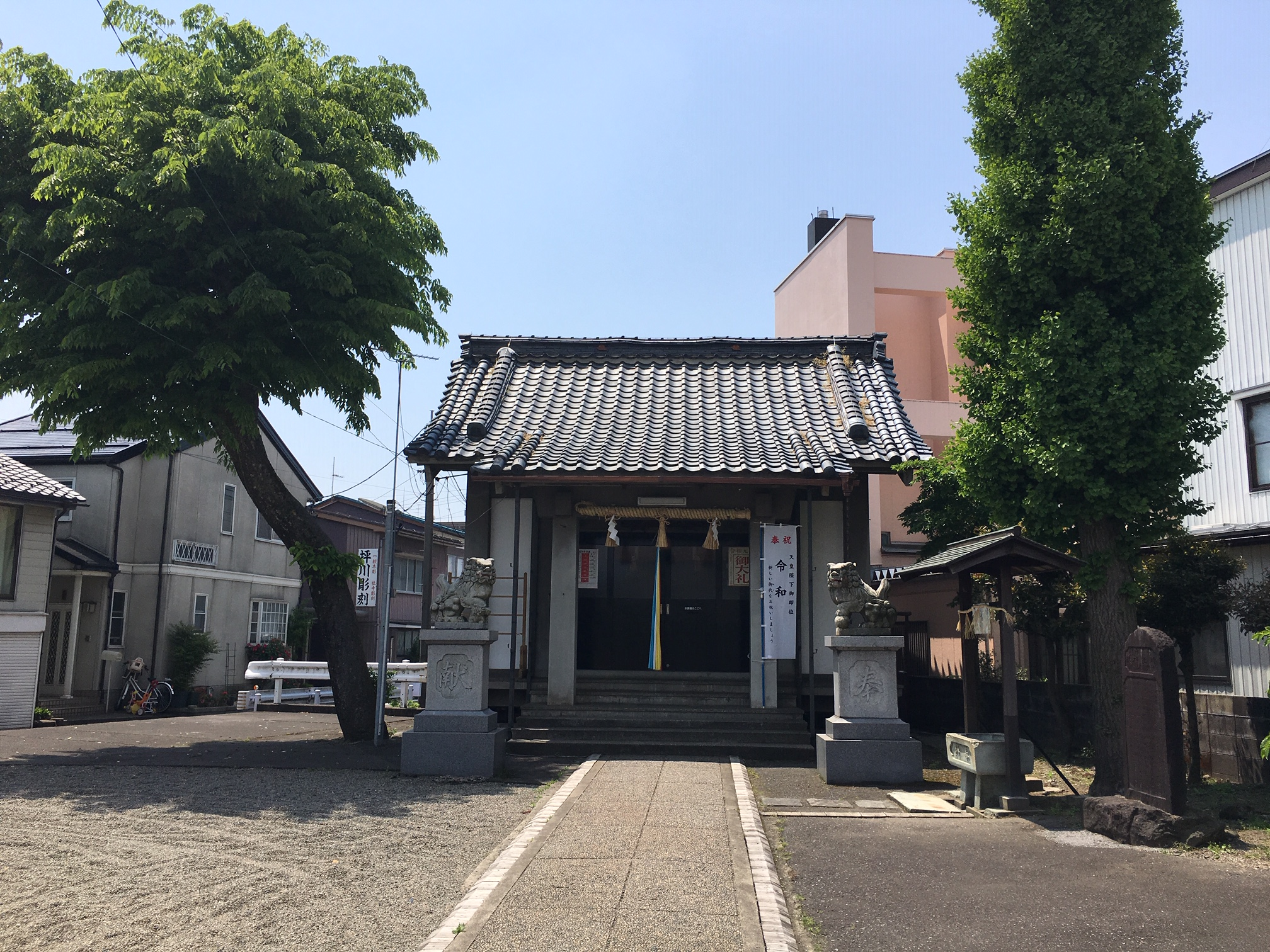
川上神社（福井県福井市志比口1丁目）（福井市、北緯36度4分15.32秒 東経136度14分1.92秒 / 北緯36.0709222度 東経136.2338667度）

### 川上神社（福井市志比口）から養浩館庭園（福井市宝永）・宝永地区
- 福井県福井市を流れる芝原用水（芝原上水）。右前は福井県国際交流会館。
（福井市、北緯36度4分1.58秒 東経136度13分35.09秒 / 北緯36.0671056度 東経136.2264139度）
- 福井県福井市を流れる芝原用水（芝原上水）。石垣に用いられていたり用水脇に設置されているのは笏谷石。
（福井市、北緯36度4分6.64秒 東経136度13分49.67秒 / 北緯36.0685111度 東経136.2304639度）

### 福井市春山地区・湊地区

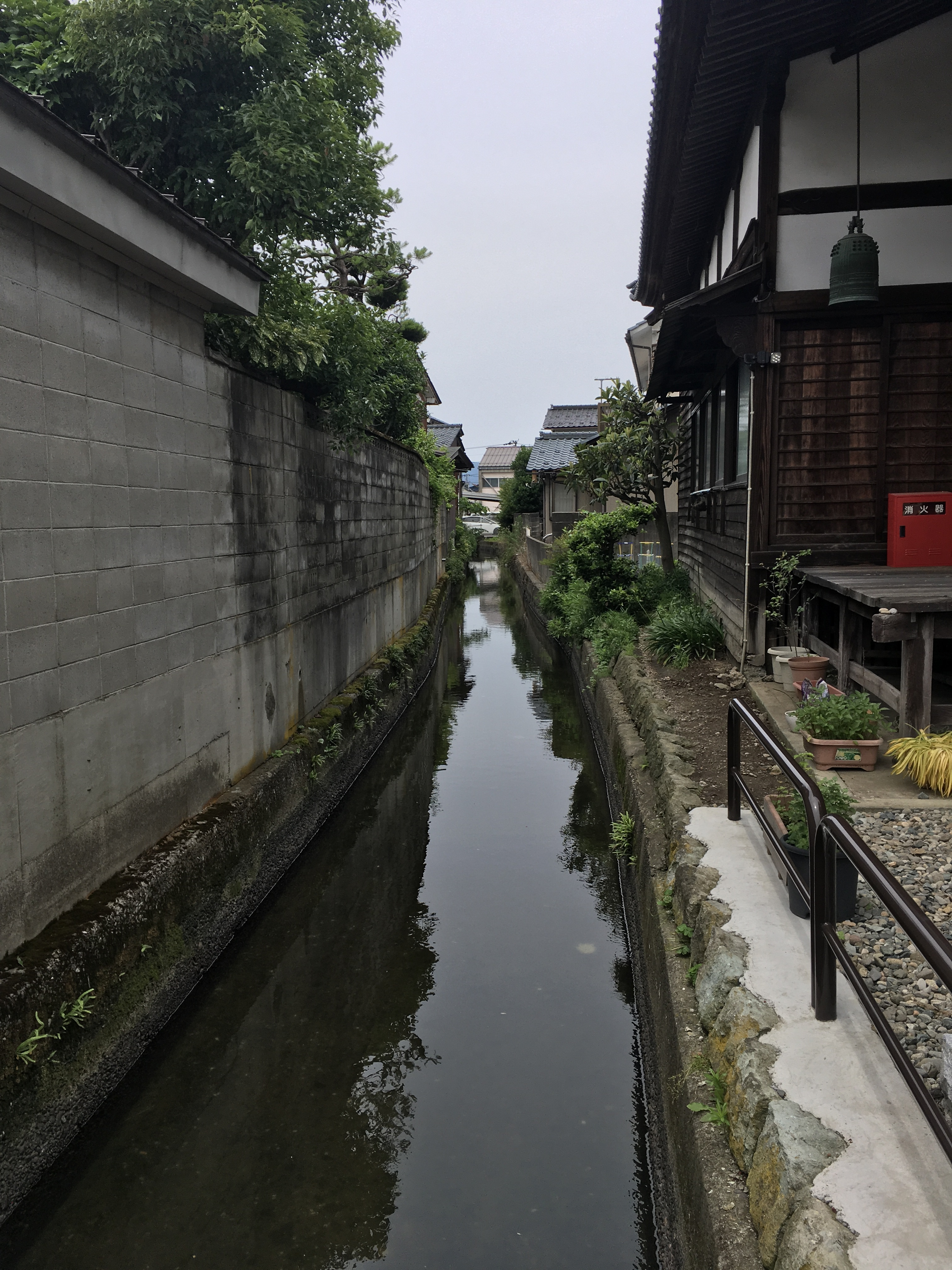
芝原用水（福井県福井市照手）
（福井市、北緯36度4分1.9秒 東経136度12分41.28秒 / 北緯36.067194度 東経136.2114667度）